# Mona Heights
Mona Heights är en del av en befolkad plats i Jamaica.   Den ligger i parishen Parish of Saint Andrew, i den östra delen av landet, i huvudstaden Kingston. Mona Heights ligger 191 meter över havet och antalet invånare är 2 887.
Terrängen runt Mona Heights är varierad.  Närmaste större samhälle är Kingston, 4,8 km väster om Mona Heights. Runt Mona Heights är det i huvudsak tätbebyggt.